# Chapitre de Troyes
Le Chapitre de Troyes, ou Cellier Saint-Pierre est un ensemble de vestiges et de bâtiments ayant appartenu aux chanoines de la cathédrale de Troyes, dans l'Aube. Le bâtiment principal est considéré comme l'ancien cellier des chanoines.
Le bâtiment est inscrit au titre des monuments historiques depuis 1984.

## Localisation
Situé dans le bouchon de champagne, 1 place Saint-Pierre, le cellier du chapitre est adjacent au sud de la cathédrale.

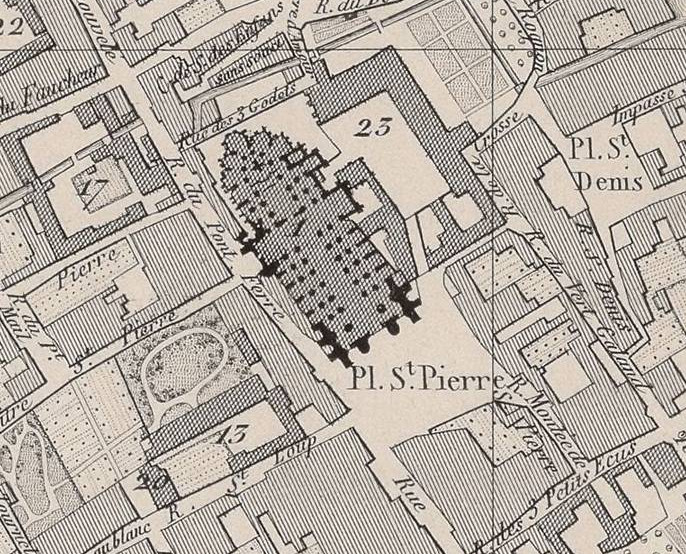
Les bâtiments du chapitre, 23, en 1839 jouxtant la cathédrale.

## Histoire

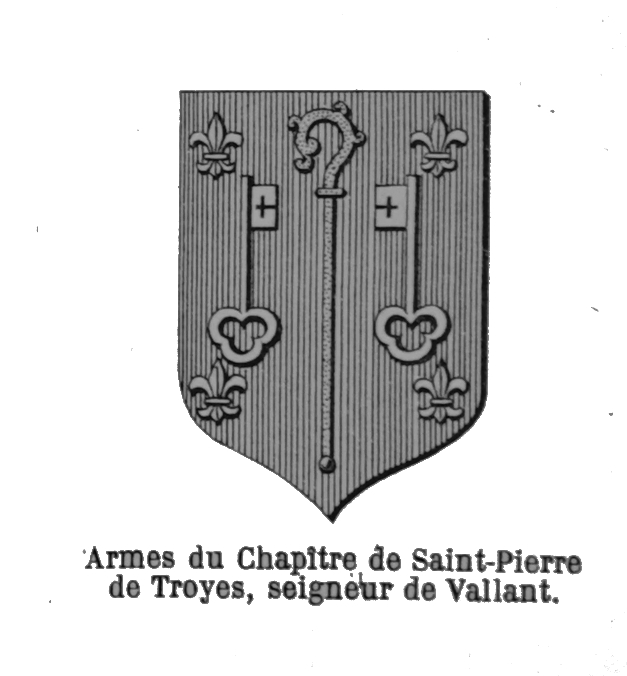
Armes du chapitre.

L'étude de l'édifice a été faite à partir de 2008. La charpente a été restaurée en 2015 et la maçonnerie, en 2016. Elle a permis de montrer trois grandes phases de travaux :
- phase 1 : construction de l'édifice au milieu du XIIIe siècle. La charpente a été datée par dendrochronologie des environs de 1256,
- phase 2 : reprise du pignon oriental avec mise en place de cloisonnements et de percement de baies au deuxième niveau, au début du XVIe siècle,
- phase 3 : réalisation de nouvelles ouvertures et reprise des planchers au XIXe et XXe siècles.
Dans son premier état, le bâtiment a deux niveaux :
- le rez-de-chaussée n'est éclairé que par des petites fenêtres et devait servir de cellier,
- à l'étage, on note la présence d'une cheminée, d'un sol pavé de carreaux imagés et d'un plafond lambrissé. Ce niveau pouvait servir de réfectoire pour les chanoines de la cathédrale, mais aussi d'espace de réception ou de réunion comme on le voit, par exemple, pour le réfectoire du chapitre de la cathédrale Notre-Dame de Noyon.
Au début du XVIe siècle, il y a une reprise importante des maçonneries du cellier, et, plus particulièrement, du mur pignon oriental. On a aménagé au premier étage une chambre aux traits pour les maçons travaillant sur la construction du portail de la cathédrale sous les ordres de Martin Chambiges. Ces travaux ont commencé en 1506. Les comptes montrent que des cloisonnements ont été ajoutés à l'étage ainsi que des fenêtres pour mieux éclairer cet espace de travail. Un plafonnement est ajouté au premier étage permettant de créer un niveau sous les combles après avoir enlevé le lambris et ajouté des lucarnes de comble. Les entraits ont été sciés et remplacés par des poutres de forte section.

## Architecture
Le bâtiment mesure 29 m de longueur, 7 m de largeur hors murs, et 16 m de hauteur.

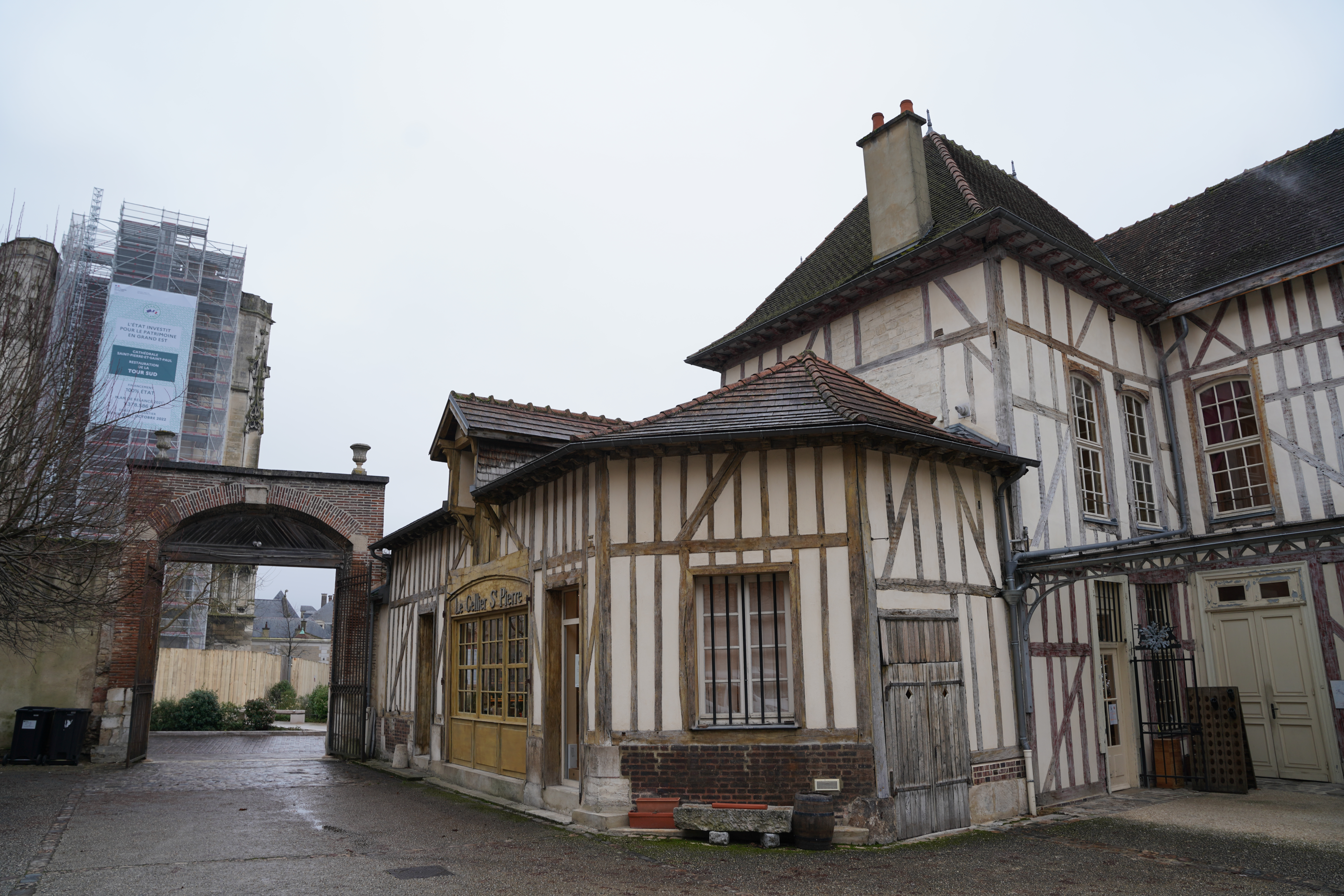
La cour,
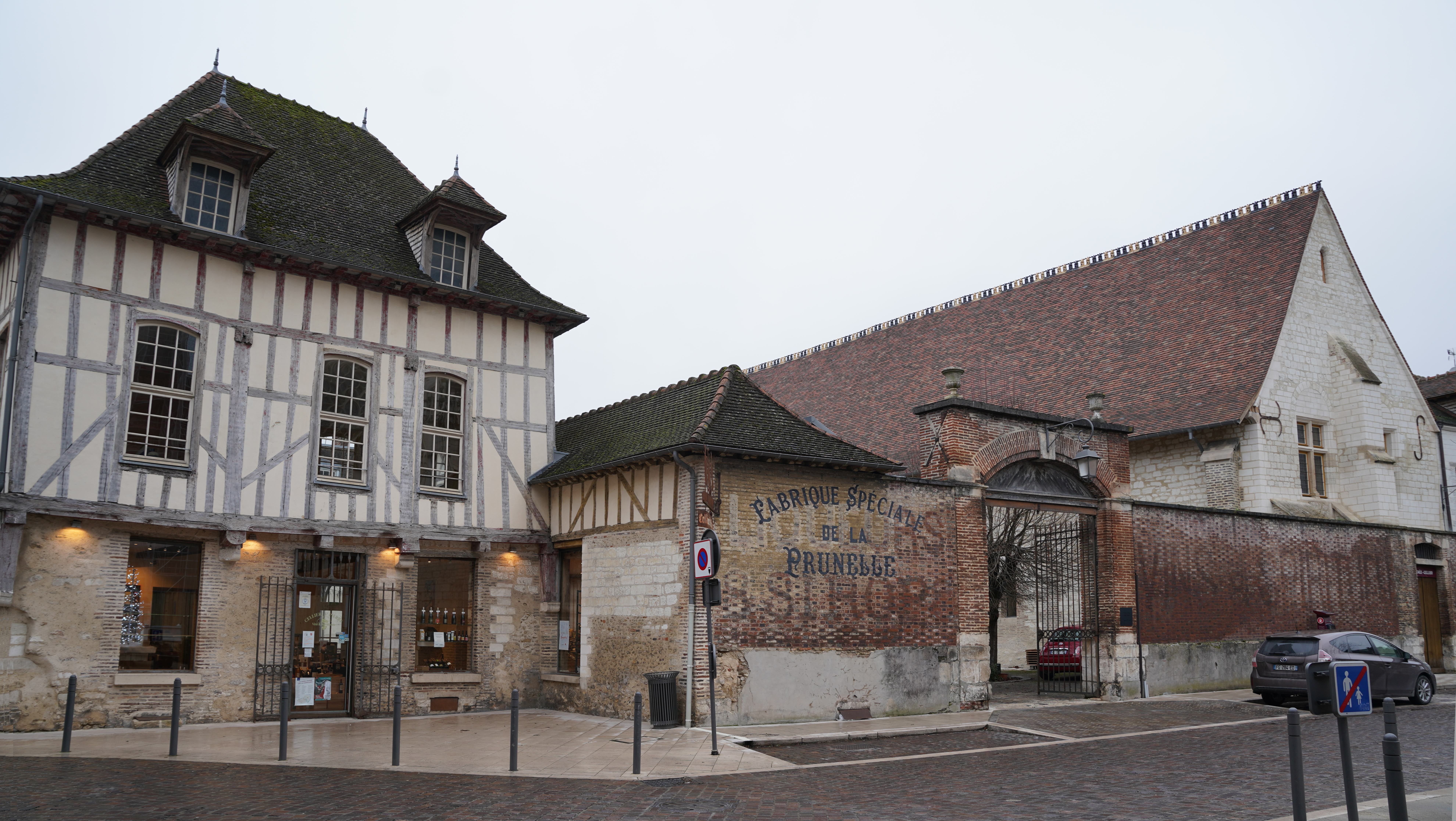
façade sur la place.

## Protection
Le bâtiment a été inscrit au titre des monuments historiques le 9 novembre 1984.